# バルカン超特急
『バルカン超特急』（バルカンちょうとっきゅう、The Lady Vanishes）は、1938年のイギリス・アメリカのサスペンス映画。原作はエセル・リナ・ホワイトの小説『The Wheel Spins』。アルフレッド・ヒッチコック監督、マーガレット・ロックウッド主演。

## ストーリー
各国が戦争に突入しそうな不穏な時代、ヨーロッパの架空の国バンドリカの山奥で列車が雪崩で動けなくなっており、駅の待合所では、出発は明日になる旨が乗客に告げられる。乗客にはクリケット狂のカルディコットとチャータース、トッドハンター弁護士と実は妻ではなく愛人で不倫の仲である仮のトッドハンター夫人、家庭教師のミス・フロイなどがいて、仕方なく駅の近くの狭いホテルに泊まることになる。カルディコットとチャータースは、ホテルで客室が足りないためにメイド部屋も当てがわれ、レストランでは食べるものが足りず、情報も入ってこないので不満ばかり。同じホテルには、結婚前の最後の旅行で、友人2人と楽しんでいる、アイリス・ヘンダーソンというイギリス人女性がいるが、友人から結婚を心配されている。ミス・フロイがホテルの部屋で、窓下のギターの調べを聞いていると、上階からクラリネットと民族舞踊の踊りが始まり、また下の階で寝ようとしていたアイリスは煩くて眠れない為に、支配人に頼んで静かにするように頼む。しかし上の階のギルバートは、クラリネットで民族舞踊を記録するのは大事な作業だと譲らなかった為、支配人に部屋を追い出され、何とアイリスの部屋に転がり込んでくる。この時、ギター弾きは何者かに殺される。後々、このギター弾きが何かの暗号を送っていたことが分かる。結局、アイリスは支配人に頼んで、ギルバートを元の部屋に戻してもらう。
翌日、列車運行は再開され、皆乗り始めるのだが、アイリスは出発時に、ミス・フロイを狙ったと思われる落ちて来た植木鉢が頭に当たり、列車に乗ってからも朦朧となる。列車で同室となったミス・フロイと食堂車に行ってお茶を飲んで過ごし、客車に戻って、一眠りしたアイリスが起きた時には、ミス・フロイは消えていた。同室の乗客が、ミス・フロイなど知らないと言った為に、心配になったアイリスは列車内を探し回るのだが、他の乗客も乗務員も初めからそんな老女は見なかったと口を揃える。さらに、同乗していた高名な医師のエゴン・ハーツは、ミス・フロイは実在せず、アイリスが頭を打った後遺症で記憶障害を起こしているのだと断定する。ミス・フロイの実在を信じるアイリスは乗客のギルバートと共に列車内でミス・フロイを探し始める。お忍びの不倫旅行中のトッドハンター弁護士は、アイリスとは関わりたくないことから嘘を吐き、カルディコットとチャータースはクリケットのことを馬鹿にしたアイリスの質問には答えないでいる。
列車は次の駅で停まり全身包帯の病人が運び込まれるのをエゴン・ハーツ医師から聞いたアイリスとギルバートは、ミス・フロイが下ろされるのではないかと見張るのだが何も起きない。本当に幻覚だったのではと考え直し、ギルバートと食堂に行ったアイリスは、しかしそこでフロイが窓に書いた「フロイ」の文字を見て確信し、列車を急停車させるが、アイリスも意識を失い、倒れてしまう。動き出した列車で捜索するアイリスとギルバートは、魔術師ドッポが人を消す手品を行うことを知り、道具からミス・フロイの眼鏡を発見し、ミス・フロイの存在を確信する。魔術師ドッポが現れ、アイリスとギルバートは戦うが、ドッポには手品の箱で逃げられてしまう。2人は、全身を包帯で巻かれた患者に付き添っているシスターがハイヒールを履いているのを不審に思い、ハーツ医師に相談する為に一緒に食堂へ行くのだが、そこで2人の酒に毒を混ぜた後、ミス・フロイは陰謀に巻き込まれたことをハーツ医師は明かす。医師はバンドリカ国のスパイであり、給仕と魔術師ドッポの一座や乗客などを買収して、ミス・フロイを拉致しようとしているのを告げるのであった。しかし実はシスターは罪悪感から給仕に毒を渡しておらず、重病患者として拘束されていたミス・フロイを2人は助け出し、気を失わせた身代わりの女性を包帯で包む。駅で患者と下りたハーツ医師は、入れ替わりに気付き、ロンドンへ走る列車は切り離され、本線から外れて山の中へ向かう支線に入ってしまう。列車が止まった所で、ギルバートは乗客に事実を話し、半信半疑だったカルディコットとチャータースも銃撃され事の重大さを知り、バンドリカの軍隊と激しい銃撃戦となる。トッドハンター弁護士が降参の意思を表明したのにも拘わらず銃殺されるのを見て、ミス・フロイは自分がイギリスの諜報員であることを告白、謎の暗号としてのメロディをギルバートに教え、それをイギリス外務省に伝えることを依頼して、列車を下りて走り去るのだが、バンドリカの軍隊に撃たれたようにも見える。犠牲者を出しながらも、ギルバートは運転士を脅して列車を逆に走らせることに成功し、アイリスと共にロンドンに到着。外務省へ急ぐギルバートだが、メロディを忘れてしまう。しかし、ミス・フロイは生きていて再会。アイリスは結婚する予定だったフィアンセを振って、列車で冒険をしたギルバートに惹かれ、2人は結ばれる。

## キャスト
※括弧内はPDDVDに収録されている日本語吹替。 
- アイリス・ヘンダーソン: マーガレット・ロックウッド（松谷彼哉） - 結婚を間近に控えた女性。
- ギルバート: マイケル・レッドグレイヴ（大川透） - クラリネット奏者。
- エゴン・ハーツ医師: ポール・ルーカス（金尾哲夫）
- ミス・フロイ: メイ・ウィッティ（田中結子） - 家庭教師。
- トッドハンター氏: セシル・パーカー（英語版）（原田晃） - ダブル不倫中の弁護士。
- トッドハンター“夫人”: リンデン・トラヴァース（英語版）（雨谷和砂） - トッドハンター氏の不倫相手。既婚者。
- カルディコット: ノウントン・ウェイン（英語版）（千々和竜策） - クリケット狂のイングランド人。
- チャータース: ベイジル・ラドフォード（英語版）（楠見尚己） - クリケット狂のイングランド人。
- アトーナ男爵夫人: メアリー・クレア（英語版）
- ホテル支配人: エミール・ボレオ（ドイツ語版）（鈴木貴征）
- ドッポ氏: フィリップ・リーヴァー（ドイツ語版）（田坂浩樹） - イタリア人奇術師。
- ドッポ夫人: セルマ・ヴァズ・ディアス（英語版）
- 尼僧: キャサリン・レイシー（英語版）（深森らえる）
- マダム・クマー: ジョセフィン・ウィルソン（英語版）（橘凛） - ミス・フロイになりすました女性。
- アルフレッド・ヒッチコック

## 評価
Rotten Tomatoesによれば、44件の評論のうち、98%にあたる43件が高く評価しており、平均して10点満点中8.31点を得ている。
英国映画協会が1999年に英国の映画やテレビ業界の1,000人に対して行ったアンケートによる20世紀の英国映画トップ100で35位に選ばれている。
雑誌「タイムアウト」が150人を超える俳優、監督、脚本家、プロデューサー、評論家や映画界の有力者に対して行ったアンケートによる英国映画ベスト100で31位に選ばれている。

## メモ
- 消えた乗客について主人公以外の人間が「そんな人間はいなかった」と口を揃えるというプロットは『フライトプラン』にも応用されている（『フライトプラン』には『バニー・レークは行方不明』との関連も指摘されている）。
- この作品のマクガフィン（観客の興味を引っ張るストーリー上の「謎」）に関して、ヒッチコックは「ばかばかしいものだ」と言いつつ大いに気に入っていた旨の発言をしている（ヒッチコック＝トリュフォー『映画術』）。
- 1979年にシビル・シェパード主演でリメイク（『レディ・バニッシュ/暗号を歌う女』）されている。
- ノウントン・ウェイン（英語版）とベイジル・ラドフォード（英語版）が演じたイギリス人の乗客2人は、1940年のキャロル・リード監督の『ミュンヘンへの夜行列車（英語版）』（プロデューサーが本作と同じエドワード・ブラック（英語版））にほぼ同じ役で再登場している。また役名は異なるが、1945年の『夢の中の恐怖（英語版）』や1948年の『四重奏（英語版）』にも出演している他、日本では公開・発売されていない8作の映画にコンビで出演している。さらにBBCラジオでは2人が出演するラジオドラマシリーズにもなった（チャータースとカルディコット（英語版）参照）。なお、『ミュンヘンへの夜行列車』にはマーガレット・ロックウッドも、別人物の役で出演している。

## ヒッチコックの登場シーン
エンディング近くのヴィクトリア駅で、黒のコートをまとってタバコをふかしながら通り過ぎるシーン。